# Каноббио, Фабиан
Нестор Фабиан Каноббио Бентаберри (исп. Néstor Fabián Canobbio Bentaberry; род. 8 марта 1980, Монтевидео) — уругвайский футболист, выступавший на позиции атакующего полузащитника. С января 2017 года — президент футбольного клуба «Прогресо» (Монтевидео).

## Клубная карьера
Фабиан Каноббио начинал футбольную карьеру в клубе «Прогресо» из Монтевидео. Проведя там три года, Фабиан привлёк внимание одного из уругвайских суперклубов — «Пеньяроля», куда он и перешёл в 2001 году. За два сезона в стане Каноббио один раз выиграл чемпионат Уругвая (2003), после чего летом 2003 года подписал четырёхлетний контракт с «Валенсией».
С «летучими мышами» Каноббио выиграл чемпионат Испании и Кубок УЕФА. Однако он нечасто выходил на поле, и после ухода Рафы Бенитеса новый тренер «Валенсии», Клаудио Раньери, отказался от услуг Фабиана. Каноббио перешёл в «Сельту», игравшую тогда во втором дивизионе, и помог ей выйти в Примеру. Когда галисийцы повторно вылетели в низший дивизион, Каноббио перебрался в «Вальядолид», а ещё через два года — в греческую «Лариссу».
В 2011 году Каноббио вернулся на родину и подписал контракт с клубом «Феникс». Последние годы карьеры провёл в «Прогресо» и «Данубио».
11 января 2017 года Фабиан Каноббио стал президентом «Прогресо».

## Карьера в сборной
В составе сборной Уругвая Фабиан Каноббио выступал на молодёжном чемпионате мира (1999) и Кубке Америки (2007), оба раза уругвайцы заняли 4-е место.

## Достижения
- Чемпион Уругвая (1): 2003
- Чемпион Испании (1): 2003/04
- Обладатель Кубка УЕФА (1): 2003/04